# Costeștii din Vale, Dâmbovița
Costeștii din Vale (în trecut, Merișu și Costești-Vatra) este satul de reședință al comunei cu același nume din județul Dâmbovița, Muntenia, România. Se află în partea de sud-est a județului. Primarul actual este Toma Matei.

## Monumente
- Biserica din Costeștii din Vale;
- Casa memorială Ion C. Vissarion, declarată monument istoric sub cod LMI DB-IV-m-B-17810 și denumirea Casa scriitorului I.C. Vissarion.
- Mormântul lui Ion C. Vissarion, declarat monument istoric sub cod LMI DB-IV-m-B-17811 și denumirea Mormântul scriitorului I.C. Vissarion 1955.

## Personalități
- Ion C. Vissarion (1883-1951), scriitor
- Ștefan Ion Ghilimescu (n. 1947), critic, istoric literar, poet, eseist și publicist
- Matrona Domnariu (1852-1935), schimonahie ortodoxă română, stareță a Mănăstirii Hurezi, propusă spre canonizare în anul 2026.